# Cria Pútrida Americana

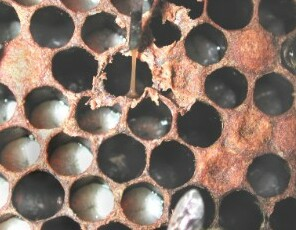
Favo com cria pútrida americana

Cria Pútrida Americana (CPA, Histolysis infectiosa perniciosa larvae apium, Pestis americana larvae apium), também conhecida como Loque Americana, é uma doença das abelhas causada pela bactéria formadora de esporos Paenibacillus larvae (White, 1906) (anteriormente classificada como Bacillus larvae), é a mais difundida e destrutiva doenças da abelha melíferas (Apis). A doença não representa ameaça à saúde humana.

## Características
O Paenibacillus larvae é uma bactéria em forma de bastão, o qual só é visível sob um microscópio de alta potência.  O seu tamanho é de 2,5 a 5 mícrons de comprimento por 0,4 - 0,8 mícrons  de largura, que se movimenta com flagelos. Uma característica fundamental do Paenibacillus larvae é a formação de esporos, que são extremamente resistentes ao calor (30 minutos a 100 °C e 15 minutos a 120 °C), desinfetantes químicos, cloro, radiação UV (20 min), desinfetantes iodados, água  quente com qualquer aditivo. As larvas de abelha de até 3 dias de idade são infectadas pela ingestão de esporos que estão presentes na sua alimentação. As larvas jovens com menos de 24 horas de idade são as mais susceptíveis à infecção. Os esporos germinam no intestino das larvas e a forma vegetativa das bactérias começa a crescer, tendo a sua alimentação a partir da larva, e as larvas infectadas normalmente morrem após a sua célula ser selada. Os esporos não germinam em larvas de mais de 3 dias de idade. A forma vegetativa da bactéria morre, mas não antes que ele produzir muitos milhões de esporos. Cada larva morta pode conter até 100 milhões de esporos. Esta doença afeta apenas as larvas de abelha, mas é altamente infeccioso e mortal para a descendência das abelhas. As larvas infectadas escurecem e morrem.

## Patogenia
É uma doença típica da larva, não produzindo qualquer dano a abelha adulta. A larva é infectada pela ingestão de esporos por meio das abelhas que cuidam das crias. A germinação de esporos e a sua transformação em bacilos ocorre entre 24 e 48 horas após penetrado no intestino das larvas.
As bactérias não podem passar através da parede do intestino até que a larva se torne pré-pupa. Quando isso acontece, a bactéria alcançar a hemolinfa e proliferam violentamente multiplicando até matar a cria. Esta seca no interior da célula, a gerando uma escama que pode ter de até 2,5 bilhões de esporos. As larvas com menos de 24 horas só precisam de 6 esporos para se tornar infectada, enquanto que as larvas com mais de três dias precisam ingerir milhões de esporos para desenvolver a doença, após este período dificilmente se contagiam. As larvas de abelhas rainha são mais suscetíveis à doença do que as larvas abelhas operárias e estas mais suscetíveis que as larvas de zangão.

## Histórico
Até 1906 a cria pútrida Americana não era diferenciada da Cria Pútrida Europeia (CPE), e a condição foi simplesmente referida como cria pútrida. Daí em diante, os termos europeus e americanos foram usadas para distinguir as doenças. No entanto, as designações não se referem às distribuições geográficas, mas para as áreas onde foram investigados primeiro cientificamente. Em 1907 foi demonstrado conclusivamente que uma bactéria chamada Bacillus larvae era a causa da doença cria pútrida americana, cumprindo o postulados de Koch. A origem geográfica do CPA é desconhecida, mas é encontrado em quase todo o mundo.
Na Argentina, foi detectado em 1989. Muito poucos países do mundo reconhecidos como livres da doença.

## Diagnóstico

### Empírico
Teste de laboratório é necessário para o diagnóstico definitivo, mas um bom teste de campo é tocar uma larva morta com um palito ou galho, que estaria pegajosa e "viscosa" (formando fio). A cria pútrida americana também tem um odor característico, e os apicultores experientes, com um bom senso de cheiro, muitas vezes pode detectar a doença mediante a abertura de uma colmeia. O diagnóstico da doença mais confiável é feito através do envio de alguns favos de cria infectados, para um laboratório especializado na identificação de doenças das abelhas melíferas.
Um diagnóstico rápido o de campo pode ser feito ao mistura-se a larva viscosa com uma preparação de pó de leite desnatado quente que deve se coagular em menos de um minuto, se o material é positiva para  Paenibacillus larvae, adquirindo um aspecto opalescente, para depois mais tarde, dissolver todo o coágulo em 15 minutos.
Característica para ao avaliação:
- Larvas mortas são de cor marrom, com aspecto pastoso e quando um palito inserido e retirado a massa filamentosa produz um filamento de uns quatro centímetros ao retirar o palito da célula.
- As larvas mortas começam a se decompor, exalando um forte odor característico.
- Nos favos onde as larvas mortas estão secas, forma-se uma escama. Observando o favo com a cabeça para baixo, contra o sol é facilmente identificável, que ficam aderidas longitudinalmente à parede das células do favo. Eles são de cor castanho muito escuro, quase preto, muito difícil de remover.
- O favos de cria não tem uma disposição uniforme. células vazias, sem ovos, nem larvas, alternam com células seladas.
- Nos favos de cria são frequentemente encontrados opérculos afundados, mais escuros do que o normal, oleosos e com pequenas perfurações.

### Clínico
Laboratorial: larvas são maceradas com água destilada para uma  extensão e tingimento com Gram ou Giemsa. As bactérias esporos têm movimento browniano, quando observado sob microscópio óptico, então o movimento constantemente permite uma melhor identificação.
Diferencial: é preciso realizar um diagnóstico diferencial contra cria pútrida européia, cria saciforme e cria resfriada.

## Dispersão da doença
Ao limpar as células infectadas, as abelhas distribuem esporos ao longo de toda a colônia. A doença se espalha rapidamente por toda a colmeia como as abelhas, na tentativa de remover as larvas mortas carregadas de esporos, contaminam os alimentos das crias. O néctar armazenado nas células contaminadas irá conter esporos e logo a câmara de criação torna-se preenchida com mel contaminado. Como este mel é movido para cima para as melgueiras, toda a colmeia torna-se contaminada com esporos. Quando a colônia torna-se fraca da infecção CPA, abelhas ladras de outras colmeias podem entrar e tomar o mel contaminado e ao voltar para suas colmeias espalham assim a doença para outras colônias e apiários. Os apicultores também podem espalhar a doença movendo equipamentos (caixilhos e melgueiras) de colmeias contaminadas para as saudáveis.
O esporos da cria pútrida americana são extremamente resistentes à dessecação e podem permanecer viáveis por mais de 40 anos no mel e equipamentos de apicultura. Portanto, o mel de uma fonte desconhecida nunca deve ser usado como alimento para abelhas, e equipamentos de apicultura usados devem ser assumidos como contaminados a menos que garantido ser de outra forma.
Quanto a presença de esporos no mel:
- É de 100% das colonias infectadas.
- É de 26,1% das colonias sadias localizadas em apiários que já tiveram algum caso positivo.
- É de 4% de colônias saudáveis em apiários que não têm a doença, mas localizados em áreas infectadas. (Hornitzky & Karlovskis, 1989).

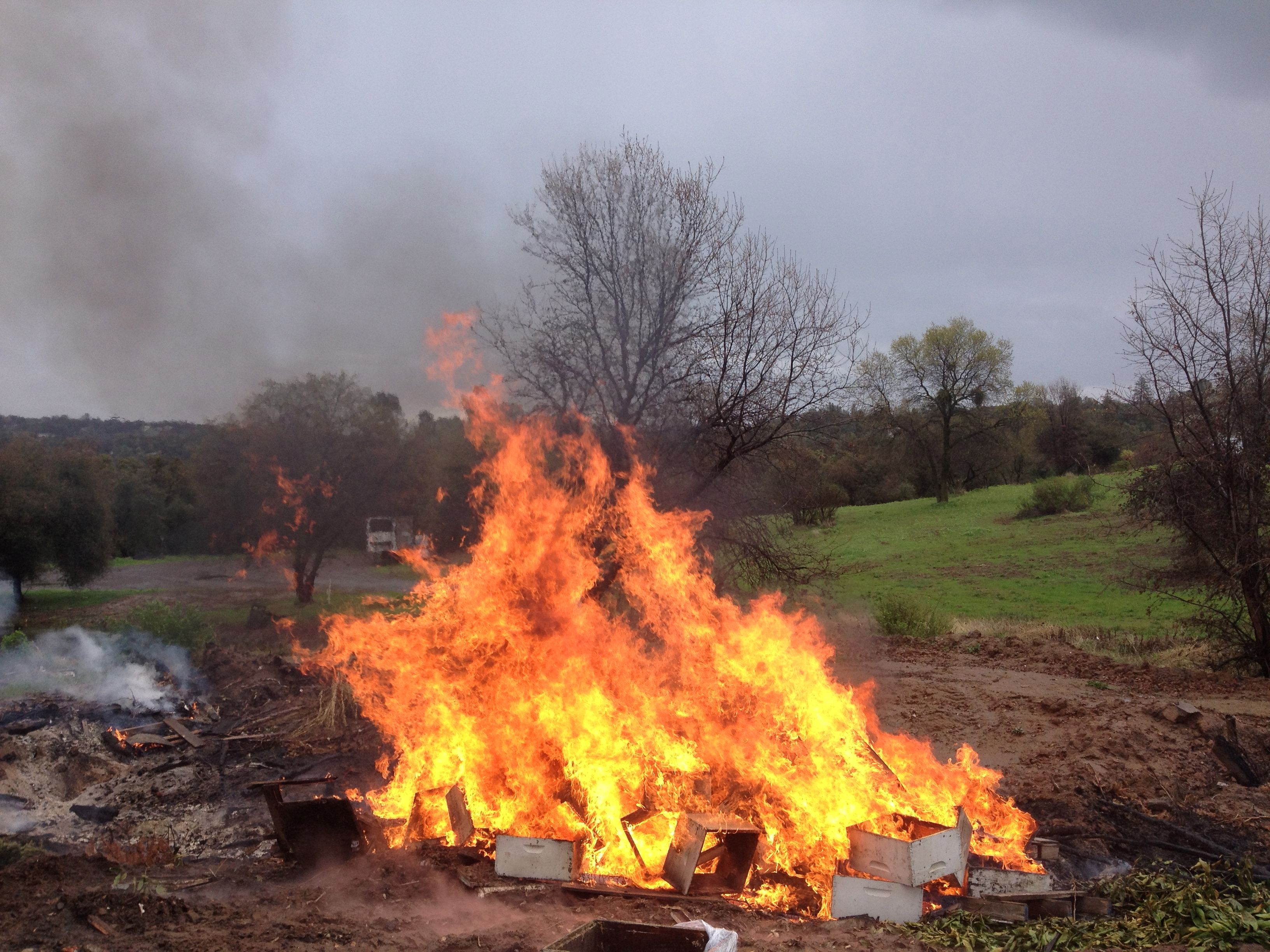
Nos Estados Unidos as colmeias com cria pútrida americana são queimadas devido os esporos permanecerem viáveis por até 40 anos.

## Tratamento
A aplicação de antibióticos, em cepas não resistentes do patógeno, pode evitar a formação do estado vegetativo da bactéria. O tratamento medicamentoso para impedir que os esporos de cria pútrida americana de germinem e proliferem com sucesso é possível usando  cloridrato de oxitetraciclina (Terramicina).
in 2005.
Outro tratamento com drogas é a Tilosina (Tartarato de tilosina), foi aprovado pelos EUA (FDA - Food and Drug Administration) in 2005.
O tratamento químico é por vezes usado profilaticamente, mas isso é uma fonte de controvérsia considerável porque certas cepas da bactéria parecem estar a desenvolvendo rapidamente resistência. Além disso, as colmeias que estão contaminadas com milhões de esporos da cria pútrida americana, e tem que ser tratadas profilaticamente indefinidamente. Uma vez que o tratamento é suspenso os esporos cria pútrida americana germinam com sucesso mais uma vez, levando a um surto de doença.
A Universidade Brigham Young atualmente está estudando o uso de terapia com um vírus bacteriófago para tratar a cria pútrida americana.
Considerando o exposto acima, quando se opta pelo tratamento químico, deve-se observar :
A eficácia do tratamento com fármaco é muito variável, os resultados dependem do grau de contaminação do equipamento, a habilidade de apicultor e a variabilidade de muitos fatores naturais que influenciam o curso da doença.
O tratamentos incompletos vão trazer o surgimento de resistência das bactérias aos antibióticos, com seus consequentes problemas. A sobredosagem ou mau uso de antibióticos (fora do tempo) pode causar contaminação do mel, os tratamentos devem ser suspensos  impreterivelmente 2 meses antes da coleta do mel para evitar a presença de resíduos.
Diagnosticada a doença, todas as colmeias do apiário são tratadas.
Experiências mostram diferentes tratamentos e práticas de apicultura, de que o seguinte é extraído:
- Oxitetraciclina é eficaz contra o Paenibacillus larvae, uma colonia recebe entre 1,20 e 1,25 g em 5 litros de xarope, concentrações maiores são tóxicas para as abelhas.
- Sulfatiazol sódico contudo deixa traços no mel, contaminando-o, logo não deve ser utilizado. Tem se encontrado um grande número de cepas da Paenibacillus larvae resistentes ao Sulfatiazol na Argentina.
- Tilosina um antibiótico normalmente usado na avicultura, com excelentes resultados em doses de 1,5 g de ingrediente ativo por colmeia, fornecido numa embalagem consistindo em 50 g de açúcar, de 20 a 30 g de gelatina de cereja e o fármaco.
- Outros antibióticos utilizados são eritromicina, lincomicina, monensina.

No entanto, o uso de antibióticos pode contaminar o mel, que pode ser rejeitada nos processos de exportação. No Chile é proibida a utilização de antibióticos.

## Manejos
Devido à persistência dos esporos (que podem sobreviver até 40 anos), em alguns país, como nos EUA os Inspetores Sanitários do estado, exigem que uma colmeia doente com CPA seja queimada completamente. Um método menos radical de conter a propagação da doença e queimar os caixilhos e favos completamente e passar a chama (chamuscar) o interior do corpo colmeia, placa de fundo e tampas. Então mergulhando as partes de colmeia em parafina quente ou uma solução (lixívia) a 3% de hipoclorito de sódio também torna os esporos CPA inócuos.
Também é possível esterilizar uma colmeia infectada sem danificar nem a estrutura da colmeia, ou os estoques de mel e o pólen que ele contém em caso de exposição suficientemente longa para uma atmosfera do gás óxido de etileno, em uma numa câmara fechada, como os hospitais fazem para esterilizar equipamentos que não podem suportar a esterilização a vapor.
Alternativas para o manejo da colmeia infectada:
- Tratamento da colmeia com a preparação de xarope com antibióticos para abelhas;
- Destruição por fogo da colônia
- Desinfecção de materiais:
  - Esterilização por fogo.
  - Imersão esterilização por calor: parafina quente a 130-160 °C.
  - A esterilização por autoclave com calor e pressão, a 121 °C e duas atmosferas de pressão em 30 minutos.
  - Produtos químicos de esterilização: lavagem soda cáustica 10% durante 10 minutos. O hipoclorito de sódio a 1%, durante 15 minutos.
  - Esterilização por de radiação com (radioisótopos) como o cobalto 60 por um determinado período de tempo.